# Tony's Blues
Tony's Blues è un CD del trombettista jazz statunitense Tony Fruscella, pubblicato dalla Disconforme SL Records nel 1999. 
Il CD comprende, le ultime registrazioni del trombettista (ultimi quattro brani), come leader, prima della sua sparizione dalle scene musicali.

## Tracce
1. Tony's Blues – 5:42 (Tony Fruscella) – Registrato dal vivo il 7 novembre 1955 al Pythian Temple di New York City
2. Darn That Dream – 3:00 (Jimmy Van Heusen, Johnny Burke) – Registrato il 15 febbraio 1952 al Van Gelder Studio di Hackensack, New Jersey
3. Tangerine – 2:48 (Johnny Mercer, Victor Schertzinger) – Registrato il 15 febbraio 1952 al Van Gelder Studio di Hackensack, New Jersey
4. Loopadoo – 2:59 (Bill Triglia) – Registrato il 15 febbraio 1952 al Van Gelder Studio di Hackensack, New Jersey
5. P.U. Stomp – 3:10 (Phil Urso) – Registrato il 15 febbraio 1952 al Van Gelder Studio di Hackensack, New Jersey
6. Scrapple from the Apple – 13:16 (Charlie Parker) – Registrato (circa) nel novembre del 1959 al Ridgewood High Scholl di Ridgewood, New Jersey
7. Night Train – 11:26 (Jimmy Forrest) – Registrato (circa) nel novembre del 1959 al Ridgewood High Scholl di Ridgewood, New Jersey
8. Night in Tunisia – 14:46 (Dizzy Gillespie, Frank Paparelli) – Registrato (circa) nel novembre del 1959 al Ridgewood High Scholl di Ridgewood, New Jersey
9. Lover Man – 3:31 (Jimmy Davis, Jimmy Sherman, Roger Ram Ramirez) – Registrato il 3 agosto del 1959

Durata totale: 60:38

## Musicisti
#1
- Tony Fruscella - tromba
- Hank Jones - pianoforte
- Wendell Marshall - contrabbasso
- Shadow Wilson - batteria

#2, #3, #4 e #5
- Tony Fruscella - tromba
- Herb Geller - sassofono alto
- Phil Urso - sassofono tenore
- Gene Allen - sassofono baritono
- Bill Triglia - pianoforte
- Red Mitchell - contrabbasso
- Howie Mann - batteria

#6, #7 e #8
- Tony Fruscella - tromba
- Phil Woods - sassofono alto
- Bill Triglia - pianoforte
- Paul Chambers - contrabbasso
- Roy Hall - batteria

#9
- Tony Fruscella - tromba
- Bill Keck - chitarra